# 333 トリオさん
『333 トリオさん』（トリオさん）は2010年10月31日から2015年9月27日までテレビ朝日系列で放送されていた深夜バラエティ番組である。ハイビジョン制作。

## 概説
ジャングルポケット、パンサー、ジューシーズの3組のよしもとクリエイティブ・エージェンシー所属のトリオ芸人がレギュラーを務める。スタッフは同局『ロンドンハーツ』のそれと共通している。番組名は3人組の芸人が3組出演する事と、放送時間が3時台という事から付けられた。出演者に関しては加地倫三ゼネラルプロデューサーは「正直、面白そうな若手なら誰でも良かった」と語っており、YouTubeに掲載された動画を1回ずつ見て、オーディションが行われた。
2010年10月13日に各メディアに番組情報が発表された。その際、オリコンから「実験的バラエティ」と称された。
2015年9月27日（9月26日深夜）にて当番組が終了となり、10月4日（10月3日深夜）から『チェンジ3』（チェンジさん）としてリニューアル放送開始。
2024年1月7日には、元ジューシーズの赤羽と児玉によるサルゴリラが前年のキングオブコントで優勝したことを受け、約8年ぶりとなる復活特番が放送された。

## 出演者
- ジャングルポケット（武山浩三・太田博久・斉藤慎二）
- パンサー（菅良太郎・向井慧・尾形貴弘）
- ジューシーズ（赤羽健一・児玉智洋・松橋周太呂）

## 概要
毎回異なる企画に、トリオ2組が参加。番組の冒頭でその回の企画に参加できないトリオ1組を決定（大抵はジャンケン）、敗れた1組は企画に参加できないだけでなくその回の中での出番も終了となる。
ただし放送回によっては、3組全員が参加する企画や2週に分けて放送される企画（1週目の対決で敗れたトリオは、自動的に2週目も不参加及び出番なし）、また不参加トリオ決めの対決のみで1企画を行う（2週に分けて放送され、その企画で敗れたトリオが次週の企画に出演できないというシステム）回もある。
2013年11月17日放送（第144回）分以降は、全トリオが参加するようになる。また2～4週に分けて放送される企画が増えている。

## スタッフ
- ナレーター：小野寺一歩
- 構成：そーたに、松本真一、興津豪乃
- カメラ：神尾淳
- 音声：目野智子
- 編集：馬場革、生江正俊
- MA：川原崎智史
- タイトル：小城功夫
- 音効：遠藤治朗
- 編成：石田菜穂子、池田佐和子
- 宣伝：望野智美
- 技術協力：スウィッシュジャパン、glow、フジアール、Nextryと表記）
- 制作協力：吉本興業、ビーダッシュ
- AD：高橋寿菜
- デスク：中川千波
- ディレクター：茂木孝太、庄司金之助、山本紗智子、近藤利明、中間拓郎、岡山薫（岡山→以前はAD）、青山敏雄
- プロデューサー：谷垣和歌子、福岡雅秀
- 演出・プロデューサー：藤城剛
- ゼネラルプロデューサー：加地倫三
- 製作著作：テレビ朝日

### 復活特番（2024年1月7日放送）スタッフ
- ナレーター：小野寺一歩
- 構成：そーたに、興津豪乃
- カメラ：久世大輔
- 音声：立元捺美
- 編集：竹内敏雅
- MA：松田直起
- 音効：遠藤治朋
- 編成：米川宝、沢登孝介
- 宣伝：西田沙希
- 協力：スウィッシュ・ジャパン、イマジカ
- 制作協力：吉本興業、ビー・ブレーン、よしもとブロードエンタテインメント
- AD：木村汐梨
- デスク：中川千波
- ディレクター：山本紗智子、宮原和音
- プロデューサー：村越一輝(テレビ朝日)、武藤佑樹(吉本興業)、太田兼仁(ビー・ブレーン)、高橋寿菜(よしもとブロードエンタテインメント)
- 演出・ゼネラルプロデューサー：藤城剛(テレビ朝日)
- エグゼクティブプロデューサー：加地倫三(テレビ朝日)
- 製作著作：テレビ朝日

### 過去のスタッフ
- 編成：林雄一郎、吉村周、寺田伸也
- ディレクター：土屋良介、近藤貴浩、田中英里子
- プロデューサー：倉島章二、山岡重樹、山田貢、高畑正和、永田浩子

## ネット局と放送時間
| 放送地域   | 放送局                | 系列           | 放送日時                    | 放送期間                       | 備考   |
| ---------- | --------------------- | -------------- | --------------------------- | ------------------------------ | ------ |
| 関東広域圏 | テレビ朝日（EX）      | テレビ朝日系列 | 日曜2:45 - 3:15（土曜深夜） | 2010年10月31日 - 2015年9月27日 | 制作局 |
| 長野県     | 長野朝日放送（abn）   | テレビ朝日系列 | 土曜1:20 - 1:50（金曜深夜） | 2010年12月4日 - 2012年3月24日  |        |
| 熊本県     | 熊本朝日放送（KAB）   | テレビ朝日系列 | 火曜1:15 - 1:45（月曜深夜） | 2011年1月18日 - 2011年9月25日  |        |
| 新潟県     | 新潟テレビ21（UX）    | テレビ朝日系列 | 金曜1:55 - 2:25（木曜深夜） | 2011年1月27日 - 2012年3月30日  |        |
| 岩手県     | 岩手朝日テレビ（IAT） | テレビ朝日系列 | 月曜1:00 - 1:30（日曜深夜） | 2011年2月7日 - 2011年10月17日  |        |
| 石川県     | 北陸朝日放送（HAB）   | テレビ朝日系列 | 水曜2:00 - 2:30（火曜深夜） | 2014年6月25日 - 2015年6月24日  |        |

1. ^初回放送は、AFCアジアカップ2011「日本対サウジアラビア」の為、5分繰り下げで放送。
2. ^番組開始当初は木曜1:25 - 1:55（水曜深夜）に放送されていた。
3. ^第161回から第211回を放送。第211回放送において、「HABでの放送は今回で終了となります。ご了承ください」とテロップが出た。

## 備考
1. ↑  第6回・第7回「もんじゃ屋で『売れてま10』」はジャングルポケットが不参加だが、武山の実家で収録が行われたため時折彼が見切れていた。
2. ↑  元々は第17回の「狙え！一攫千金ガチ公募」の模様を放送する予定だったが、公募の集計が応募殺到のため延期となり急遽差し替えとなった。
3. ↑  この回から4回分は入れ替え戦ライブ勝者の、ジャングルポケット・パンサー・ななめ45°（勝ち抜け順）による収録となっている。
4. ↑  元の企画名は「グラデーション9」であったが、菅が収録の前日に痛風の発作を起こし競技者が8名に減った為、急遽「グラデーション8」とした。
5. ↑  第95回・第96回「50問不一致で100万円没収」の後身企画。

## ゲスト
1. ↑  (VTR出演)しずる村上、サカイストデンペー、ブレーメン岡部
2. ↑  ブラックマヨネーズ小杉、チュートリアル、はんにゃ、ガレッジセール、あやまんJAPAN、ピース(出演順)
3. ↑  (VTR出演)グランジ、ソーセージ、鬼ヶ島、ななめ45°、ニブンノゴ!
4. ↑  グランジ、ソーセージ、鬼ヶ島、ななめ45°、ニブンノゴ!
5. ↑  フットボールアワー、パンクブーブー黒瀬、オリエンタルラジオ、あやまんJAPAN、ロンドンブーツ1号2号亮、森三中、キングコング西野、山口智充、酒井若菜、天津木村(出演順)
6. ↑  東野幸治(VTR)、ライス、かたつむり林、シソンヌ
7. ↑  こりゃめでてーな伊藤、囲碁将棋根建、ペペ岡部、ガリバートンネル佐助、トレンディエンジェルたかし、井上虫歯二本、(VTR出演)ハンマミーヤ一木、トンファーりゅーじ